# Miridiba laosana
Miridiba laosana är en skalbaggsart som beskrevs av Moser 1912. Miridiba laosana ingår i släktet Miridiba och familjen Melolonthidae. Inga underarter finns listade i Catalogue of Life.